# Arthur Coclez
Arthur Coclez est un sculpteur français né à Bellicourt et mort vers 1882.

## Biographie
Arthur Coclez est né à Bellicourt (Aisne). Il entre à Paris à l'École des Beaux-Arts et devient élève de Jules Salmson et de Jouffroy. Il débuta au Salon en 1880, et obtient une mention honorable, l'année suivante, avec un groupe en plâtre intitulé Naufrage. Il meurt vers la fin de 1882. Il demeurait alors à Paris, 16, impasse du Maine.